# US Robert
US Robert – martynicki klub piłkarski mający siedzibę w mieście Le Robert. Występował w najwyższej lidze piłkarskiej Martyniki - Martinique Championnat National. Najstarszy klub piłki nożnej powstały na Martynice (1903).

## Historia klubu
US Robert był pierwszym klubem piłki nożnej założonym na terenie Martyniki – powstał w 1903 pod nazwą l’Essor. W 1935 utworzono drugi zespół sportowy w Le Robert o nazwie l’Avenir. W listopadzie 1937 doszło do połączenia klubów l’Essor i l’Aveni przez co utworzono jeden zespół piłkarski pod nazwą US Robert. W latach 1960 i 1961 sięgał po Puchar Martyniki w piłce nożnej. W 1993 zespół zdobył swoje największe osiągnięcie zostając mistrzem Martyniki (zwycięstwo w rozgrywkach Martinique Championnat National). W 1994 zespół doszedł do półfinału Ligi Mistrzów CONCACAF jednak przegrał mecz z kostarykańskim CS Cartagines. W meczu o trzecie miejsce klub ponownie przegrał starcie z salwadorskim zespołem Alianza F.C. wynikiem 4:2 po rzutach karnych. W 2002 klub został wicemistrzem Martyniki.  
Klub posiada również inne sekcje sportowe oprócz piłki nożnej – sekcja rugby union powstała w 1969, a sekcja lekkoatletyczna w 1989.

### Barwy klubowe i logo
|  |  |

Klub posiada barwy zielono-czerwone. Mecze domowe zawodnicy zespołu rozgrywają w zielonych koszulkach, czerwonych spodenkach i zielonych getrach. Logiem klubu jest zielony statek z czerwonym żaglem i omasztowaniem. 

### Sukcesy
- Mistrz Martinique Championnat National (1992/1993[7])

- Zwycięzca Pucharu Martyniki (1959/1960, 1960/1961)

- Finalista Pucharu Martyniki (1957/1958, 1980/1981, 1996/1997, 2003/2004[8])

### Rozgrywki międzynarodowe
- CFU Club Championship:

2002: Runda finałowa, grupa B, 3. miejsce, 0 pkt
- Liga Mistrzów CONCACAF:

1994: Półfinały, przegrany mecz o 3. miejsce z Alianza F.C. (2:4 w rzutach karnych)
1992: Druga runda, przegrany mecz z L'Etoile de Morne-à-l'Eau (1:2)
- Puchar Zdobywców Pucharów CONCACAF:

1993: Faza play-off
- Puchar Francji w piłce nożnej:

1995/1996: 1 występ

## Skład w sezonie 2008/2009
| Nr | Poz. | Piłkarz           |
| -- | ---- | ----------------- |
|    | BR   | Kévin Brulu       |
|    | BR   | Ludovic Lusbec    |
|    | BR   | Stéphane Michalet |
|    | BR   | Jean-Yves Vallade |
|    | OB   | Tony Adélaïde     |
|    | OB   | Stanley Anglio    |
|    | OB   | Jonathan Barclay  |
|    | OB   | Brice Bellerophon |
|    | OB   | Rodrigue César    |
|    | OB   | Widdy Coranson    |
|    | OB   | Daniel Fortuné    |
|    | OB   | Ismaël Marthély   |
|    | OB   | Renaud Marthély   |
|    | PO   | Ronald Aumis      |
|    | PO   | Guinel Capgras    |

| Nr | Poz. | Piłkarz                   |
| -- | ---- | ------------------------- |
|    | PO   | Tony Coudin               |
|    | PO   | Philippe François-Augrain |
|    | PO   | Mario Gabriel             |
|    | PO   | Kelly Péraste             |
|    | PO   | Maël Sabin                |
|    | PO   | Jean-Claude Valerin       |
|    | NA   | Axel Brulu                |
|    | NA   | Serge Doré                |
|    | NA   | Grégory Giraud            |
|    | NA   | Jérome Gourpil            |
|    | NA   | Hervé Gros-Désormeaux     |
|    | NA   | Johany Lagin              |
|    | NA   | Jimmy Sinnan              |
|    | NA   | Olivier Sulter            |

### Znani zawodnicy występujący w klubie w przeszłości
- Paul Chillan
- Joan Hartock
- Éric Sabin
- Ludovic Clément